# Мала Ногайська Орда
Мала Ногайська Орда, Мансурульська Орда, Дівєєв улус — державне утворення ногайців в Приазов'ї і Донбасі. До середини XVIII ст. перебували в залежності від Криму і Туреччини.

## Назва
- лат. Tartaria Minor - Мала Татарія - Себастьян Мюнстер (1550)
- лат. Crimea Cumana - Кримська Куманія -  Даніель Селларіус (1590)
- лат. Crimea Tataria Przecopen  - Кримська Татарія Перекопська  Герард Меркатор (1594), Гессель Геррітсен (1613), Ісаак Масса (1645)

## Історія

### XVстоліття
При Хаджі I Кримське ханство добилося незалежності від Золотої Орди (1423) і перетворилося на сильну, агресивну, феодальну державу. Хаджи-Гірей підпорядкував собі Ногайську Орду і ввів активну колонізаторську політику в землях північного Приазов'я.   
У першій половині XV в. більша частина Донецького краю фактично повністю контролювалася кримськими татарами. Тут проходили або випасали худобу кочові орди татар і ногайців, або кінні військові загони. Великі групи переміщалися в основному по шляху, що йде від гирла річки Берди до верхів'їв річок Кальчика і Калки, потім до верхів'їв Кальміусу (через сучасне місто Донецьк), Кринки та Ольховатова і далі до Сіверського Дінця. З цього традиційного для кочівників шляху Мамай втік у свою ставку після поразки на Куликовому полі.

### XVI століття
Англійський мандрівник Дженкінсон, який відвідав Ногайську орду в 1577 році, писав: «У ногаїв немає ні міст, ні будинків, живуть вони у відкритих степах, коли худоба з'їсть всю траву, вони перекочують в інше місце. Це народ пастуший, який володіє безліччю худоби, яка складає все його багатство. Вони їдять багато м'яса, головним чином, конину і п'ють кумис». Скотарство давало шкіру і шерсть для одягу та взуття, шкури і повсть для жител, предметів домашнього вжитку, що служило головним предметом торгівлі та обміну. Чимало ногаїв ніколи не пробували хліба, а в дальніх кочовищах навіть не чули про основну їжі «урусів» — русичів.

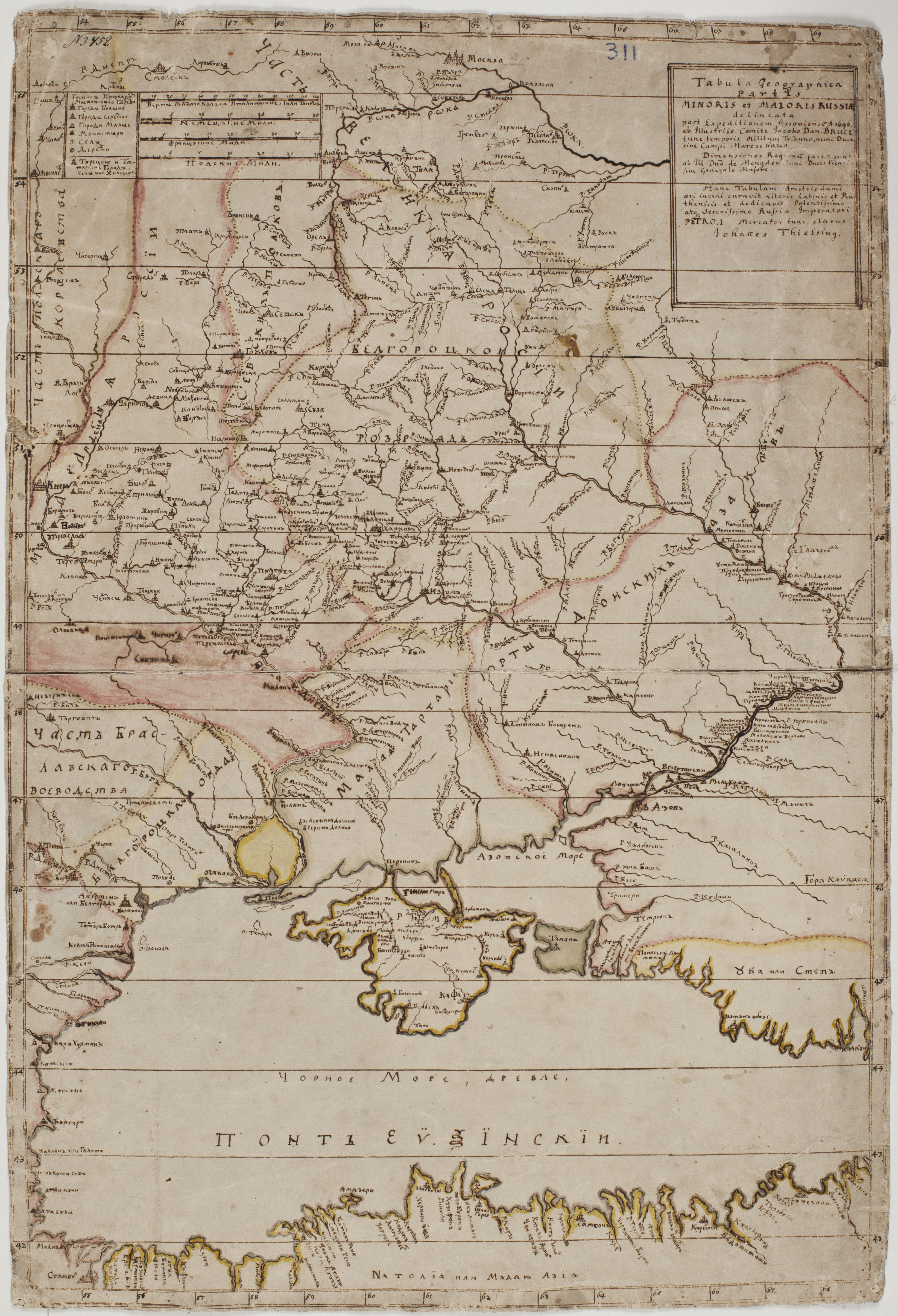

До кінця правління кримського хана Девлет-Ґірея, між двома його старшими синами розгорілася ворожнеча. Один з них — Аділь Ґірей — перебрався до Північного Приазов'я, де знайшов притулок у синів Дівеєв-мурзи — Есінея і Араслана Дівеєва. На той момент вони контролювали територію між річками Міус, Молочна, Вовчі Води і верхів'ями Самари. Десь на території майбутньої Маріупольщини Аділь Ґірей заснував 1577 р. власне місто Бали-Сарай. Але незабаром він відправився в похід 1578 р. на перські володіння, з якого не повернувся.

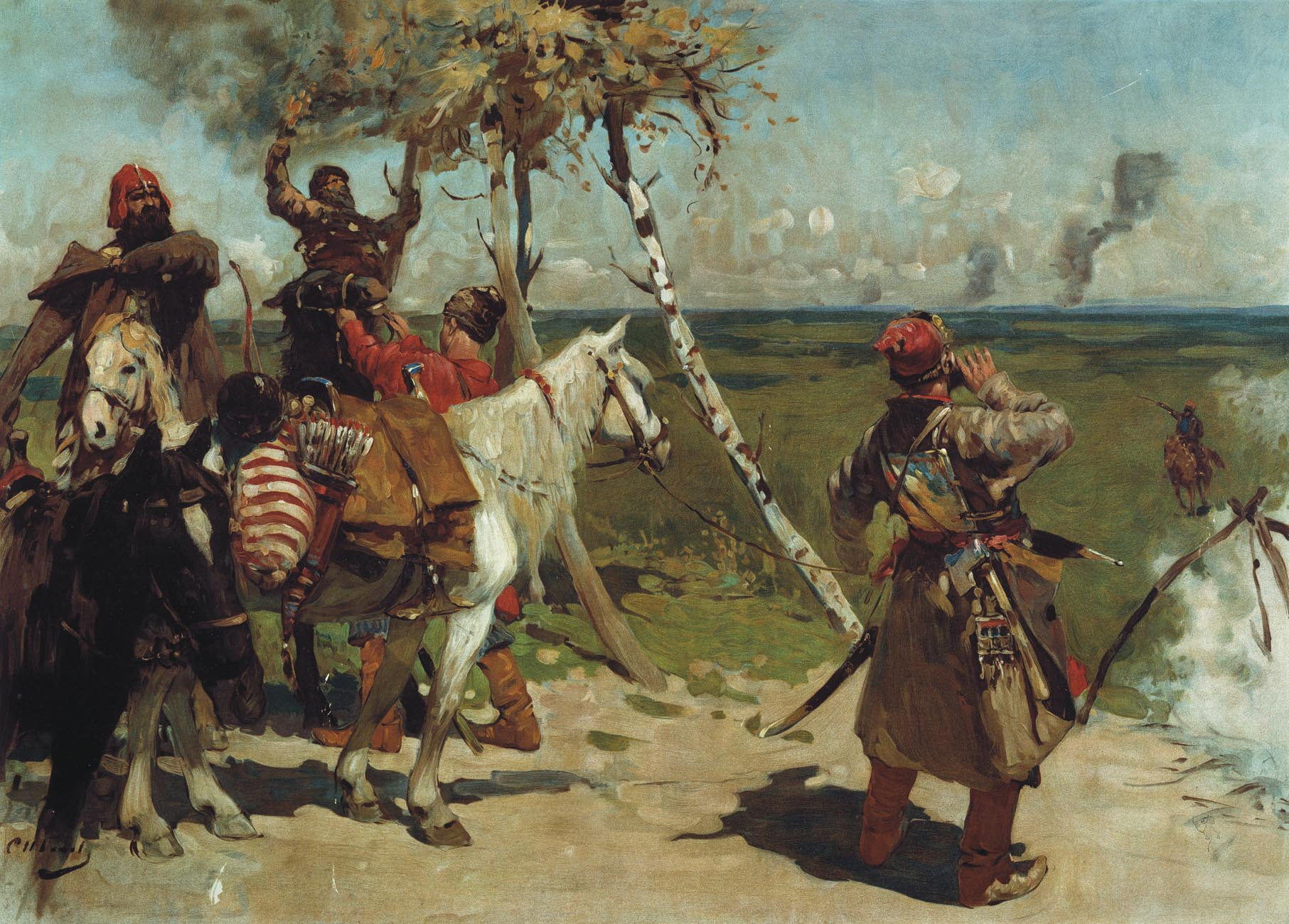
Застава на кордоні Московської держави.

Приблизно в цей же час московською сторожовою службою в Придінцовї було зафіксовано новий напрямок нападів татарських нападів. Це була «Кальміюська дорога», яка вела до гирла річки Лівни. Через це довелося навіть спішно переставляти деякі сторожові пости, розташування яких до цього мало змінювалося з самого 1571 р. Незабаром з'ясувалася і вихідна точка цих нападів — «з нового міста з Кальміуса». Дещо пізніше з'явиться і «нова Калміуська дорога», яка йшла по вододілу Дону і Дінця. Була відзначена велика активність нападів по ній, в тому числі і за участю татар Дівеєва.
У 1584 був відсторонений від влади і убитий кримський хан Мухаммед Ґірей. Новим ханом став Іслам Ґірей. Але наприкінці літа 1584 р. син убитого хана, нуреддін Сеадет Гірей підняв повстання і на деякий час захопив Крим. Одними з найбільш сильних його прихильників були дівеєвці: «Приходили на Крим царевичі Саадет-Кирей з братією да Єсіна князь Дівєєв, да Арасланай мурза і багато мірзи ногайських, а з ними було нагайськую людей пятнатцать тисеч». Скориставшись відходом основних військових сил улусу Дівеєва в бік Криму, приблизно в кінці липня — початку серпня того ж року донські козаки зробили набіг «під Кальміус».
Восени 1584 повстання Сеадета було придушене. При цьому загинув і Єсіна Дівеє. Уцілілі прихильники Сеадета втекли через Північне Приазов'я за Дон. Новому главі дівеєвців — Арасланові вдалося вивести значну частину своїх улусних людей за Дон. Звідти, з Казиєвого улусу він зробив спробу помиритися з ханом Іслам Гіреєм. Послання було підписано: «від Араслана мірзи Дівєєва і від усіх мирз, які жили в Кальміусі». Але ця спроба не вдалася, і Араслан-мурза перейшов під московську владу, влаштувавшись під Астраханню.
Втікачів переслідував кримський калга Алп Гірей. Він зайняв і дещо пізніше спалив центр дівеєвців Балисарай. Але повністю знищити місто він все-таки не зумів. Взимку 1587 до Криму прямував московський посланник Іван Судаков-М'ясний. 15 лютого він приїхав в «Калміюс» і мав тут зустріч і розмову з Асаном-чаушем, що повертався з Азова .
У квітні 1588 померлого Іслам-Гірея замінив Газі-Гірей. Так збіглося, що в тому ж місяці до Північного Приазов'я прийшло безліч втікачів з волзьких ногайців. 16 тис. осіб (тільки воїни, без дружин і дітей) розташувалися між Молочними Водами і Азовом. Вони хотіли «Турському султану бити чолом, щоб Турський завітав, велів нам бити в своєму імені, дав би нам Балисарай да царевича». Тобто, вони намагалися зайняти землі і місце в кримській ієрархії, які до того належали вигнаним дівеєвцям. Але у них нічого не вийшло. Уже в травні в ханство повернулися «по амністії» вцілілі Гіреї-вигнанці, а разом з ними і Араслан Дівеєв. Дорогою до Криму вони відразу зайняли Балисарай. Статус-кво було відновлено. Повернулися дівеевці знову почали активно турбувати московські окраїни. У 1593 р. московський уряд намагався організувати силами донців похід на «Улус Араслан Дівеєва, що на Кальміусі».
Тим не менш, улус Дівеєва і після втрати своєї «столиці» ще довго був надійним щитом Криму з боку Північного Приазов'я. Він володів деякою часткою автономності, і в записах кінця XVI — першої третини XVII ст. зазвичай вказувався окремо. Наприклад, в 1593 писалося: «за государя свого Казі Гірея царя і калгою Феті Гірея царевича, і за все царевичі, і за весь Крим, і за Арасланаев улус Дівєєва». Але постійні війни та набіги підривали військові сили Дівеєва улусу. З метою його підтримки вже починаючи з кінця 1580-х кримські хани стали робити цілеспрямовані зусилля з переходу до Північного Приазов'я частини Казиєвских мурз з улусами з Прикубання, а також з прийому втікачів із числа Великого Ногая. Це допомагало лише частково .

### XVIIстоліття
В 1630-х роках Дівеєв улус остаточно зникає з документів. Перехід при Кантемирі Дівеєві (1620-ті — 1630-ті pp.) залишків дівеєвцев на захід — ближче до Перекопу і в Буджак призвів до запустіння значної частини Північного Приазов'я. З цього часу тут стають звичайними згадки часто змінюваних переселенців і втікачів з Великого і Малого нога з хаотичними переміщеннями їх по степу. Так, наприклад, по Кальміусу 1637 р. кочували Кімбет мурза і Чубай мурза Іштерекови, в 1646 — Бий-мурза. Відомий також випадок поспішної втечі ногайців з Подонцовья до усть Кальміуса і Еланчика (Грузького?) В 1660 р Тут них 20 червня того ж року і наздогнав каральний похід слобожан під командуванням Ізосімов Маслова. Були розорені улуси п'яти мирз — Казі, Салтобебета, Кана, Желбебета і Калтіміра. При цьому звільнено «полону русскаго і волосскаго» близько 700 чоловік. В цілому — майже до кінця XVII в. все Північне Приазов'я продовжує залишатися територією Кримського ханства. Але присутність якого-небудь стаціонарного поселення в гирлі Кальміуса протягом XVII в. по документам не простежується.

### XVIII століття
Після завоювання Петром I в 1696 р Азова, кочівники з північного узбережжя Азовського моря пішли на захід, ближче до Перекопу і Дніпру. Обширні райони степу знову обезлюдніли. У цих умовах сильно полегшився доступ запорізьких і донських козаків, а також калмиків в Північно-Східне Приазов'ї. Але соціально-економічний розвиток перерахованих співтовариств на той момент було ще досить низьким. Інтересу до інтенсивного господарського освоєння і колонізації зазначеного регіону ні донці, ні запорожці тоді не проявили. Їх появи і господарська діяльність тут носили епізодичний і випадковий характер. Навіть на офіційному розборі територіальних суперечок в 1745 р ні ті, ні інші не змогли навести конкретні доказів своєї минулої володіння степами між Доном і Бердою. Були згадані тільки «Григорій Шавиро з товаришами», які добували звіра в верхів'ях Волновахи — з донський сторони і полковник Іван Білошапка, перебував з 300 козаками в Семенівської фортеці на Миусе — із запорізькою. Що явно не свідчить про широкий присутності козаків в цих краях. Північне Приазов'я залишилося тоді «незатребуваним».
В ході російсько-турецької війни у 1770 році усі орди визнали протекторат Росії і невдовзі були ліквідовані. Ногайська орда відповідно до Карасубазарського трактату була переселена на Кубань разом із Буджацькою ордою.

### Фортеця Кальміус

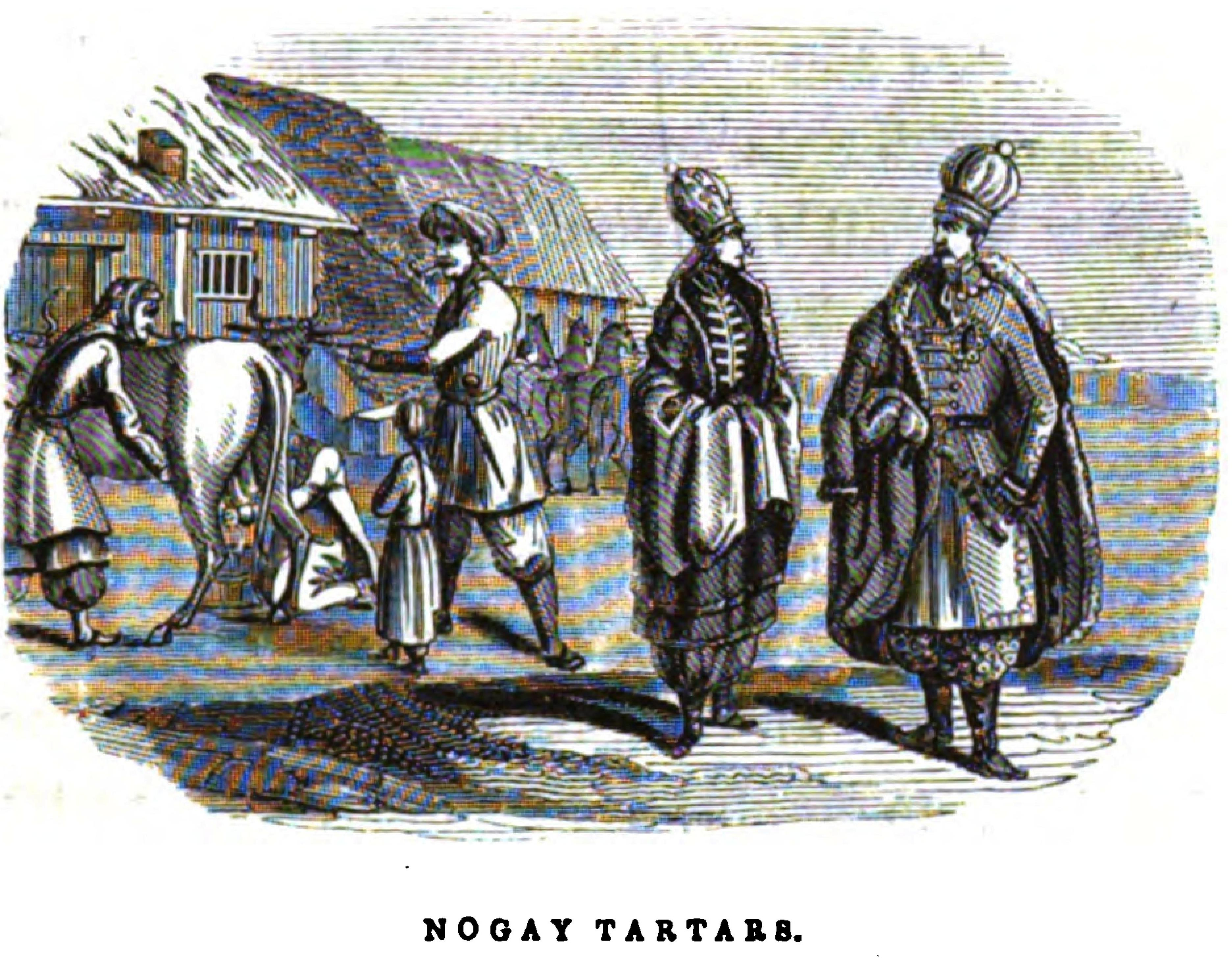
Ногайські татари. Зображення 1838 р.

Короткий термін в гирлі Кальміуса була татарська фортеця Кальміус її згадували в грамоті московського царя Федора від 31 серпня 1584, в ній говорилося про посилку платні донським отаманам і козакам, що ходили проти татар «під Кальміус» В 1586–1587 він згадується знову в актах в який говорилося про «Кримських і ногайських людях», які роблять вилазки «на государеві України з нового міста з Калміюса».
До цього ж періоду відноситься згадка про відвідини міста Кальміусу в 1586 році московським послом Іваном Судаковим. Тут він зустрівся з посланником кримського хана Асаном. Звідси вони вже разом пішли в Бахчисарай. А ось витяг з грамоти московського царя Федора донським козакам, що датується 1593 роком: «Найкращий загін доброконних і збройних Атаманов і молодців, пошліть погромити Араслан Дівєєва Улус, що на Калміус, і добудьте там мов…»
Якщо тут мова може йти не про місто, а про річку, то інша грамота царя Федора від 1593 вже не залишає сумнівів. У ній наголошується, що господарями гирла річки Кальміус залишаються татари, маючи тут місто Кальміус.
Наступний раз Кальміус згадується вже в 1660 році в акті Московка держави: «На усть тієї річки Кальміусу був бій великий між татарами і стрілецьким загоном Ізосіма Маслова».
Нині на місці фортеці знаходиться місто Маріуполь.

## Зовнішня політика

### Велика Ногайська Орда
Докладіше: Ногайська орда, Велика Ногайська Орда
Незважаючи на загальне походження кримських ногайців і поволзьких активних зв'язків між одноплемінниками не було а кримські мангитів лояльно ставилися до влади Гіреїв. Причина полягала в давній ворожнечі між потомством Нур ад-Діна б. Едіге і його братом Мансуром. Сини Мансура  Тимур і Дін-Суфі вбили голову Мангитского юрта майбутньої Ногайської Орди Вaккaca б. Нур ад -Діна. Сталося це близько 1447 року. Надалі ця ворожнеча простежується на всьому періоді існування Ногайского улусу в Приазов'ї і Ногайської Орди і навіть після її розвалу.
Так ногайский поволзький мірза Джаббар Мухаммед в 1639 році своїм дітям які збиралися відкочовувати в Приазов'є говорив:
«А ... Мансурові діти ... коли нам друзями були? - Від семи наших батьків вони криваві наші недруги. А нині їм з нами як в друзях бути? »

### Кримське ханство
- 1537 - колишній карачабек кримських ногайців Баки вбив кримського хана  Іслям I Ґерай

## Географія
На заході Ногайський улус межував з Османською імперією елаятом Сілістра, на північному заході з Військом Запорізьким, на північному сході з Московським царством, на сході з Землями Війська Донського, на півдні в районі Перекопу мали сухопутний кордон з Кримом.

## Економіка

### Землеробство
Незважаючи на кочовий побут ногайців в їх середовищі було поширене землеробство. Багалій писав що осілі ногайці занимаються землеробством за течією річок Орелі, Самари, Овечих вод. Мандрівник Герберштейн писав що татари що живуть по Дінцю обробляють землю і мають постійні житла.

## Населені пункти
- Боли Сарай
- Кальміус
- Мечетьтатарська

## Культура
У період існування Малої Ногайської орди почала формуватися старо-ногайська література.
Її яскравими представниками були як жителі малої орди Досмамбет Азаули так і представники ногайської діаспори Сирбай жирау (XV ст.), Асан Кайга Сабіт угили (XV ст.), Шал-Кійіз Тіленші Ули (1465 - 1560), Казі Туган Суьйініш Ули (XV в.).
Всі вони увійшли в історію, як засновники народного епосу, фольклору та поезії казахського, ногайського та киргизького народів. Саме ними були складені прекрасні дастани «Идегей», «Коблайди», «Ер Таргин», «Алпамиш», «Чура батир», «Кирк киз» і багато інших, що стали класикою ногайської літератури.

## Населення
Основним населення Малої Ногайської Орди були ногаї. Ногаї були нащадками орди, тобто групи населення Ординського царства, яку очолив у кінці 13 сторіччя темник Ногай. За тогочасною традицією іменування народів ці люди отримали назву ногаї. Земля розселення ногайців у 16 сторіччі у Сибіру до приєднання його до Московського царства
В етнічному плані це змішане населення. До його складу входили кипчаки (половці), які передали ногаям свою мову. За антропологічними даними — це монголоїди.
На східних околицях Малої Ногайської Орди жили Азовські татари.
На північних околицях орди, мешкало населення змішаного походження етносоціальних група харцизів.

## Правителі

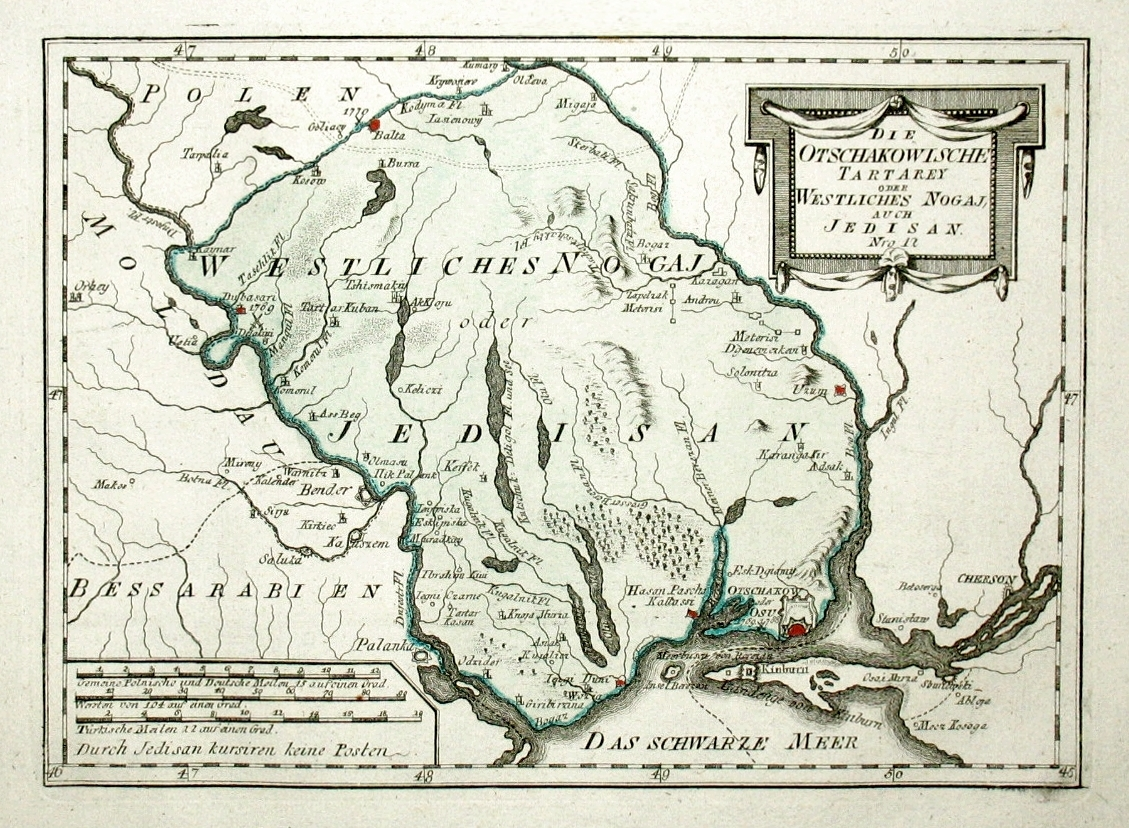
Карта, видана у Відні близько 1790 з межами Едісанской орди

- Тимур-бий, син Мансур-бія, бий: 1440-1486
- Джан Кувват-бий, син Дін Суфі-бія, бий: 1486-1490
- Хаджі Ахмад-бий, син Дін Суфі-бія, бий: 1490-1505
- Таваккул-бий, син Тимур-бія, бий: 1505-1532[15]
- Баки-бий, син Хасан-мірзи, онук Тимур-бія, бий: 1532-1535, 1540-1542
- Ходжа Ахмад-бий, син Хасан-мірзи, бий: 1535-1540
- Дівей-бий, син Хасан-мірзи, бий: 1542-1573
- Есень (Хасан), син Дівей-бія, бий: 1573-1588
- Арсланай-бій (Араслан Дівей), син Дівей-бія, бий: 1588-1595
- Мухаммед-бий, син Арсланай-бія, бий: 1595-1615
- Сулюм Мухаммад-бий, син Арсланай-бія, бий: 1615-1635
- Арслан-Шах, син Есенея, бий: 1635-1650

### Буджацька орда
- Кан-Темир засновник і перший голова Буджацької (Аккерманської або Білгородської) орди.

## Дроблення орди
- Джамбуйлуцька орда
- Єдичкульська орда
- Єдисанська орда
- Білгородська орда